# Лангепас
Лангепа́с (рос. Лангепас) — місто у складі Ханти-Мансійського автономного округу Тюменської області, Росія. Адміністративний центр та єдиний населений пункт Лангепаського міського округу.
Населення — 44108 осіб (2018, 41670 у 2010, 37182 у 2002).